# The Miracle of Love (film 1919)
The Miracle of Love è un film muto del 1919 diretto da Robert Z. Leonard. La sceneggiatura di Adrian Johnson si basa sull'omonimo romanzo di Cosmo Hamilton, che uscì nel 1915, pubblicato a puntate sulla rivista Cosmopolitan Magazine. Considerato attualmente un film perduto, era stato prodotto dalla International Film Service. Aveva come interpreti Lucy Cotton, Wyndham Standing, Jackie Saunders, Ivo Dawson, Blanche Davenport, Edward Earle, Leila Blow.

## Trama
Fratello minore del duca di Cheshire, Clive Herbert si innamora della duchessa di Harwich, infelicemente sposata con un degenerato che la tratta crudelmente. Anche se Helena ricambia il suo amore, il loro resta un rapporto platonico perché lei non vuole disonorare il proprio nome fuggendo con lui. Ma, quando il duca ritorna dalla Francia dove si era recato per sottoporsi a delle cure, la relazione tra Clive e sua moglie non gli sfugge e diventa oggetto di sue maliziose frecciatine. Nel frattempo, il fratello di Clive muore e lui eredita il titolo e le terre. Ma la situazione finanziaria è insostenibile e il nuovo duca di Cheshire si vede costretto a porvi in qualche modo rimedio. La soluzione sembra quella di sposare Cornelia Kirby, ricca ereditiera americana, così da poter mantenere la tenuta di famiglia. Anche Harwich muore ma, in eredità, non lascia nulla a Helena. Cornelia, però, a Chicago ha lasciato un innamorato, il tenace Howard McClintock che non ha alcuna intenzione di perderla. Arriva in Inghilterra e la riporta con sé a casa. Clive, nominato ambasciatore negli Stati Uniti, può adesso sposare Helena.

## Produzione
Il film, prodotto dalla Cosmopolitan Productions per l'International Film Service, venne girato a New York, negli studi di Manhattan della Biograph.

## Distribuzione
Il copyright del film, richiesto dalla International Film Service, Inc., fu registrato il 12 novembre 1919 con il numero LP14427.
Distribuito dalla Famous Players-Lasky Corporation, il film uscì nelle sale cinematografiche statunitensi il 23 novembre 1919. In Svezia, fu distribuito con il titolo När hennes dröm blev verklighet.
Non si conoscono copie ancora esistenti della pellicola che viene considerata presumibilmente perduta.